# Yviers
Yviers település Franciaországban, Charente megyében. Lakosainak száma 536 fő (2022. január 1.). Yviers Bardenac, Chalais, Curac, Rioux-Martin, Saint-Vallier, Sauvignac és La Genétouze községekkel határos.

## Népesség
A település népessége az elmúlt években az alábbi módon változott:
| Lakosok száma | 428  | 516  | 503  | 491  | 508  | 507  | 510  | 525  | 533  | 536  |
|               | 1968 | 1982 | 1990 | 2006 | 2013 | 2015 | 2017 | 2019 | 2020 | 2022 |